# ألتميورات أننادوردييف
ألتميورات ميراتوفيتش أننادوردييف (من مواليد 13 أبريل 1993) هو لاعب كرة قدم تركماني محترف يلعب لصالح نادي إف كيه أركاداغ. وهو أيضًا لاعب في منتخب تركمانستان.

## المسيرة الكروية
ولد في عشق آباد، تركمانستان، وبدأ مسيرته الكروية في فريق كرة الصالات جالكان في عشق آباد. لقد أصبح البطل[بحاجة لتوضيح] من تركمانستان 2014 وأفضل هداف (10 أهداف).
في عام 2015، انتقل إلى كرة القدم الاحترافية بتوقيع عقد مع نادي أهال. شارك لأول مرة مع ناديه الجديد في إطار بطولة كأس الاتحاد الآسيوي 2015 ضد نادي دوردوي بيشكيك، في الدقيقة التاسعة، مسجلاً هدفاً من ركلة حرة. في المباراة الأولى من الدوري التركي الممتاز 2015، حقق فريق إنرجيتيك توركميباشي فوزًا صعبًا بنتيجة 6–0.
منذ عام 2016 يلعب لصالح نادي ألتين أسير.

## المسيرة الدولية
شارك أنادوردييو لأول مرة مع المنتخب الوطني الأول في 11 يونيو 2015 ضد غوام.

### الأهداف الدولية
قائمة الأهداف والنتائج لتركمانستان أولاً.
| #  | التاريخ        | المكان                                               | الخصم          | الهدف | النتيجة | المنافسة               |
| -- | -------------- | ---------------------------------------------------- | -------------- | ----- | ------- | ---------------------- |
| 1. | 28 مارس 2017   | ملعب بلدية تايبيه، تايبيه، تايبيه الصينية            | تايبيه الصينية | 1–0   | 3–1     | تصفيات كأس آسيا 2019   |
| 2. | 5 سبتمبر 2017  | استاد جالان بيسار، كالانغ، سنغافورة                  | سنغافورة       | 1–1   | 1–1     | تصفيات كأس آسيا 2019   |
| 3. | 14 نوفمبر 2017 | توبلومي رياضي، بلخان آباد، تركمان                    | تايبيه الصينية | 2–0   | 2–1     | تصفيات كأس آسيا 2019   |
| 4. | 17 يناير 2019  | ملعب محمد بن زايد، أبو ظبي، الإمارات العربية المتحدة | عمان           | 1–1   | 1–3     | كأس آسيا 2019          |
| 5. | 10 أكتوبر 2019 | ملعب مدينة كميل شمعون الرياضية، بيروت، لبنان         | لبنان          | 1–1   | 1–2     | تصفيات كأس العالم 2022 |
| 6. | 19 نوفمبر 2019 | ملعب كوبيتداغ، عشق آباد، تركمان                      | سريلانكا       | 1–0   | 2–0     | تصفيات كأس العالم 2022 |
| 7. | 9 يونيو 2021   | ملعب غويانغ، غويانغ، كوريا الجنوبية                  | لبنان          | 3–2   | 3–2     | تصفيات كأس العالم 2022 |
| 8. | 8 يونيو 2022   | ملعب بوكيت جليل الوطني، كوالالمبور، ماليزيا          | ماليزيا        | 1–2   | 1–3     | تصفيات كأس آسيا 2023   |
| 9. | 11 يونيو 2022  | ملعب بوكيت جليل الوطني، كوالالمبور، ماليزيا          | بنغلاديش       | 1–0   | 2–1     | تصفيات كأس آسيا 2023   |

## الإنجازات
أركاداغ
- دوري التحدي الآسيوي: 2024–25

الفردية
- هداف دوري التحدي الآسيوي: 2024–25

## وصلات خارجية
- Altymyrat Annadyrdyýew على موقع الاتحاد الدولي (مؤرشف)  (الإنجليزية)
- Altymyrat Annadyrdyýew على موقع قاعدة بيانات كرة القدم.إي يو (الإنجليزية)
- Altymyrat Annadyrdyýew على موقع ناشيونال فوتبول تيمز (الإنجليزية)
- Altymyrat Annadyrdyýew على موقع Soccerway.com (الإنجليزية)
- Altymyrat Annadyrdyýew على موقع عالم كرة القدم.نت (الإنجليزية)
- ألتميورات أننادوردييف – سجل منافسات الفيفا
- ألتميورات أننادوردييف على فرق كرة القدم الوطنية.كوم